# Attagenus orientalis
Attagenus orientalis is een keversoort uit de familie spektorren (Dermestidae). De wetenschappelijke naam van de soort werd in 1878 gepubliceerd door Edmund Reitter in Schneider et Leder.